# نواه ديتريش
نواه ديتريش (بالإنجليزية: Noah Dietrich)‏ هو مدير أمريكي، ولد في 28 فبراير 1889 في ماديسون في الولايات المتحدة، وتوفي في 15 فبراير 1982.